# 1775

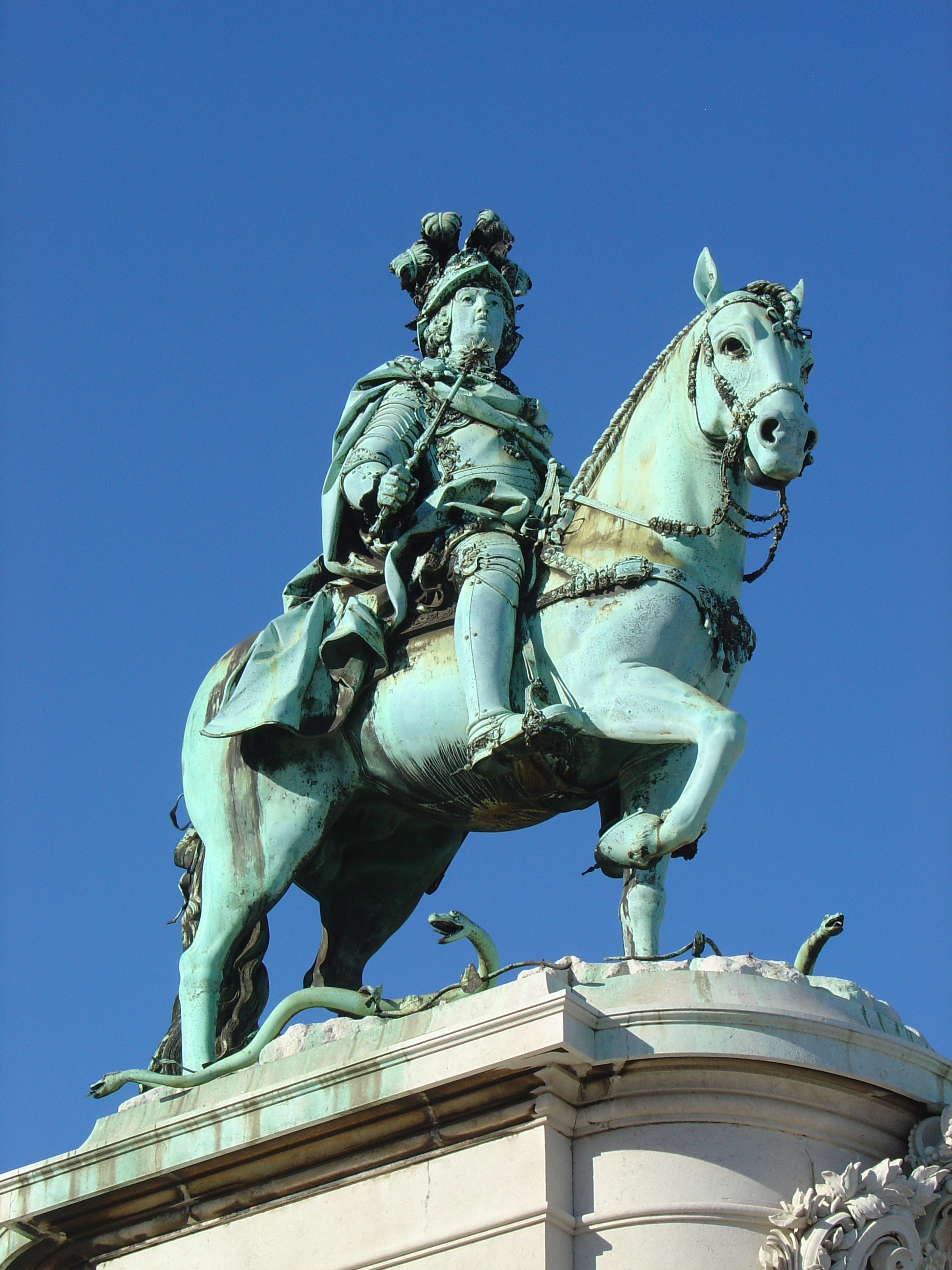
Estátua equestre do rei D. José I, na Praça do Comércio, Lisboa

- Wikisource

| Calendário gregoriano                                                        | 1775 MDCCLXXV                       |
| Ab urbe condita                                                              | 2528                                |
| Calendário arménio                                                           | 1224 – 1225                         |
| Calendário bahá'í                                                            | -69 – -68                           |
| Calendário budista                                                           | 2319                                |
| Calendário chinês                                                            | 4471 – 4472 Início a 31 de janeiro  |
| Calendário copta                                                             | 1491 – 1492                         |
| Calendário etíope                                                            | 1767 – 1768                         |
| Calendários hindus - Vikram Samvat - Calendário nacional indiano - Cáli Iuga | 1830 – 1831 1696 – 1697 4875 – 4876 |
| Calendário Holoceno                                                          | 11775                               |
| Calendário islâmico                                                          | 1189 – 1190                         |
| Calendário judaico                                                           | 5535 – 5536                         |
| Calendário persa                                                             | 1153 – 1154                         |
| Calendário rúnico                                                            | 2025                                |
| Calendário solar tailandês                                                   | 2318                                |

1775 (MDCCLXXV, na numeração romana) foi um ano comum do século XVIII do actual Calendário Gregoriano, da Era de Cristo, e a sua letra dominical foi A (52 semanas), teve início a um domingo e terminou também a um domingo.
| Ano completo                    |
| ------------------------------- |
| Ano comum com início ao domingo |

## Eventos
- 19 de abril — Guerra de Independência dos Estados Unidos: a guerra começa com uma vitória americana em Concord durante as Batalhas de Lexington e Concord.
- 6 de junho - Em Lisboa, na Praça do Comércio, é inaugurada a estátua equestre de D. José, da autoria de Joaquim Machado de Castro. O rei fazia 61 anos mas não assistiu oficialmente à cerimónia.
- 17 de novembro - A cidade de Kuopio foi fundada pelo rei Gustavo III da Suécia.[1]
- Reúne o Segundo Congresso Continental da Filadélfia.
- Dá-se início à construção do Forte de São Joaquim, no Alto Rio Branco, pelo governador-geral do Grão-Pará, Francisco Xavier de Mendonça Furtado - 23 anos após a autorização.

## Nascimentos
- 20 de Janeiro - André Marie Ampère, físico e matemático francês (m.1836).
- 12 de Fevereiro - Louisa Catherine Johnson Adams, primeira-dama dos Estados Unidos (m. 1852).
- 18 de Fevereiro - São Paulo da Cruz, religioso, fundador dos Passionistas.
- 23 de Abril - Joseph Mallord William Turner, pintor romântico britânico (m. 1851).
- 25 de Abril - Carlota Joaquina de Bourbon, Rainha consorte de Portugal. (m. 1830).
- 15 de Dezembro - François-Adrien Boieldieu, compositor francês (m. 1834).
- 16 de Dezembro - Jane Austen, romancista britânica (m. 1817).
- 28 de Dezembro - João Domingos Bomtempo, pianista e compositor português (m. 1842).

## Mortes
- 31 de Dezembro - Richard Montgomery, soldado irlandês (n. 2 de Dezembro de 1738).

## Por tema
- 1775 na ciência
- 1775 na literatura
- 1775 na música